# میهن‌پرستان خشمگین

حرف Z در الفبای لاتین به نمادی برجسته از احساسات طرفدار جنگ در روسیه تبدیل شده است.

میهن‌پرستان خشمگین،  که با نام حزب جنگ، میهن پرستان،  توربووطن پرستان، فراوطن پرستان، و مگاواتنیک‌ها، نیز شناخته می‌شوند، گروهی پراکنده از مفسران سیاسی و وبلاگ‌نویسان نظامی ناسیونالیست افراطی روسی هستند که از تهاجم روسیه به اوکراین حمایت می‌کنند، اما از آنچه که آنها پیگیری ناکارآمد یا بی‌کفایت جنگ توسط دولت روسیه می‌دانند، انتقاد دارند.
کارشناسان سیاسی در روسیه و ایالات متحده، اپوزیسیون راست افراطی ملی‌گرای مخالف پوتین را احتمالاً «جدی‌ترین چالش» برای رژیم روسیه توصیف کرده‌اند.

## اعضا و سازمان‌های برجسته
یکی از سازمان‌های قابل توجه در این جنبش، باشگاه میهن‌پرستان خشمگین است که در آوریل ۲۰۲۳ توسط ایگور گیرکین، مأمور سابق سرویس امنیت فدرال روسیه (FSB) و رهبر شبه‌نظامیان، که با نام ایگور استرلکوف نیز شناخته می‌شود، تأسیس شد. خود گیرکین به عنوان «برجسته‌ترین صدا» در حوزه میهن‌پرستان زد توصیف شده است. این «باشگاه» همچنین به‌طور برجسته شامل پاول گوبارف، رهبر جمهوری خلق دونتسک، همکار گیرکین، و ماکسیم کلاشینکف، نویسنده ملی‌گرای روسی، می‌شود.

## تاریخچه

### قبل از حمله تمام عیار به اوکراین
پیش از الحاق کریمه به روسیه در سال ۲۰۱۴، ملی‌گرایان افراطی عمدتاً در حاشیه سیاست روسیه بودند. این الحاق، این گروه‌ها را به «چادر بزرگ ایدئولوژیک کرملین» وارد کرد.
الکسی ناوالنی، چهره برجسته اپوزیسیون لیبرال روسیه، پیش از مسمومیتش در سال ۲۰۲۰ گفت که کرملین «از ملی‌گرایان افراطی بسیار بیشتر از او می‌ترسد» و خاطرنشان کرد که «[ملی‌گرایان افراطی] از همان لفاظی‌های امپریالیستی پوتین استفاده می‌کنند، اما می‌توانند این کار را بسیار بهتر از او انجام دهند».

### به شهرت رسیدن

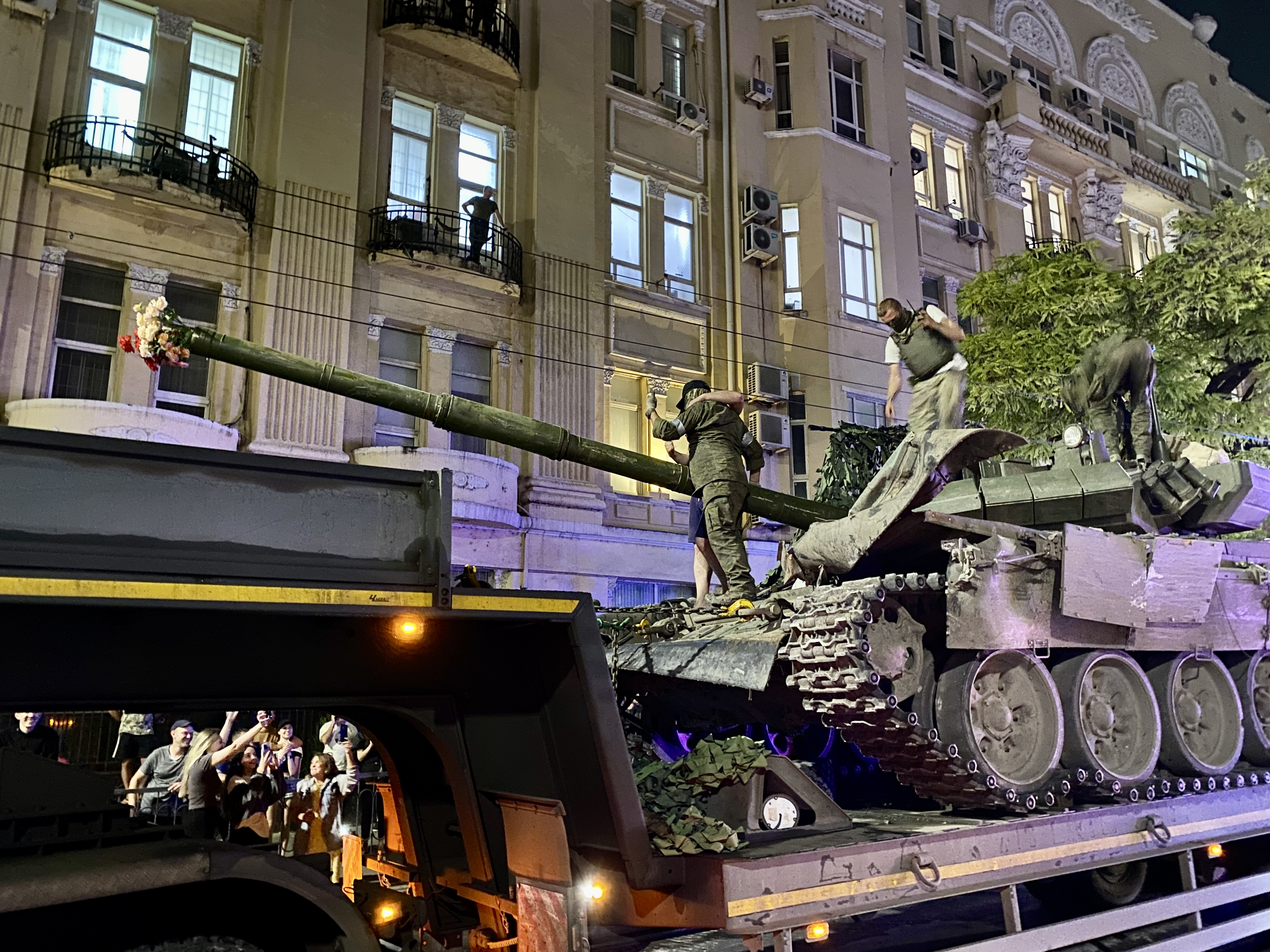
تجهیزات نظامی گروه واگنر در روستوف-نا-دونو در جریان شورش گروه واگنر، ژوئن ۲۰۲۳

در طول تهاجم تمام عیار به اوکراین، این گروه اهمیت و قدرت بیشتری پیدا کرده است. در اواسط سال ۲۰۲۲، پس از فروپاشی خط مقدم روسیه در شمال شرقی به دلیل ضدحمله خارکف اوکراین در سال ۲۰۲۲، جناح ملی‌گرایان افراطی با خشم و ناامیدی واکنش نشان داد. چندین ملی‌گرای افراطی، از جمله گیرکین، خواستار حملات هسته‌ای علیه اوکراین و سایر اشکال تشدید اوضاع شدند. دیمیتری پسکوف، سخنگوی کرملین، به این انتقادات پاسخ داد و گفت که جایی برای برخی «دیدگاه‌های انتقادی، تا زمانی که در چارچوب قانون باقی بمانند» وجود دارد، اما هشدار داد که «خط قرمز بسیار بسیار باریک است، باید در اینجا بسیار مراقب بود».
در دسامبر ۲۰۲۲، در جریان نبرد خونین باخموت، یوگنی پریگوژین، رهبر گروه شبه‌نظامی واگنر روسیه که بخش عمده‌ای از نبردها را در شهر انجام می‌داد، شروع به انتقاد شدید از وزارت دفاع روسیه به دلیل آنچه که او بی‌کفایتی و فساد در رهبری می‌دانست، کرد. درگیری بین گروه واگنر و وزارت دفاع در ماه‌های بعد ادامه یافت.
در ۱ آوریل ۲۰۲۳، گروهی از ملی‌گرایان افراطی روسی به رهبری ایگور گیرکین تشکیل باشگاه میهن‌پرستان خشمگین را اعلام کردند. گیرکین در گفتگو با خبرنگاران گفت که مبارزه‌ای در میان نخبگان روسیه برای دوران «پسا پوتین» آغاز شده است. در ۲ آوریل، ولادلن تاتارسکی، یک شبه‌نظامی سابق که در جنگ دونباس جنگید و بعدها به یک وبلاگ‌نویس نظامی طرفدار روسیه در حوزه «میهن‌پرستان خشمگین» تبدیل شد، در بمب‌گذاری ۲۰۲۳ سن پترزبورگ ترور شد. تاتارسکی - با نام واقعی ماکسیم فومین - یکی از برجسته‌ترین وبلاگ‌نویسان نظامی در روسیه بود و بارها از وزارت دفاع روسیه انتقاد کرده بود. تاتیانا استانووایا، تحلیلگر سیاسی روس، گفت که چه این ترور توسط مأموران دولت اوکراین یا روسیه انجام شده باشد، این ترور «اردوی میهن‌پرستان روسیه را در معرض خطر و احساس خطر بالقوه» قرار می‌دهد.
در ژوئن ۲۰۲۳، درگیری واگنر و وزارت دفاع با شورش مسلحانه کوتاهی از سوی پریگوژین علیه وزارت دفاع به اوج خود رسید که با توافقی مسالمت‌آمیز پایان یافت.

### سرکوب انتقادات راست افراطی

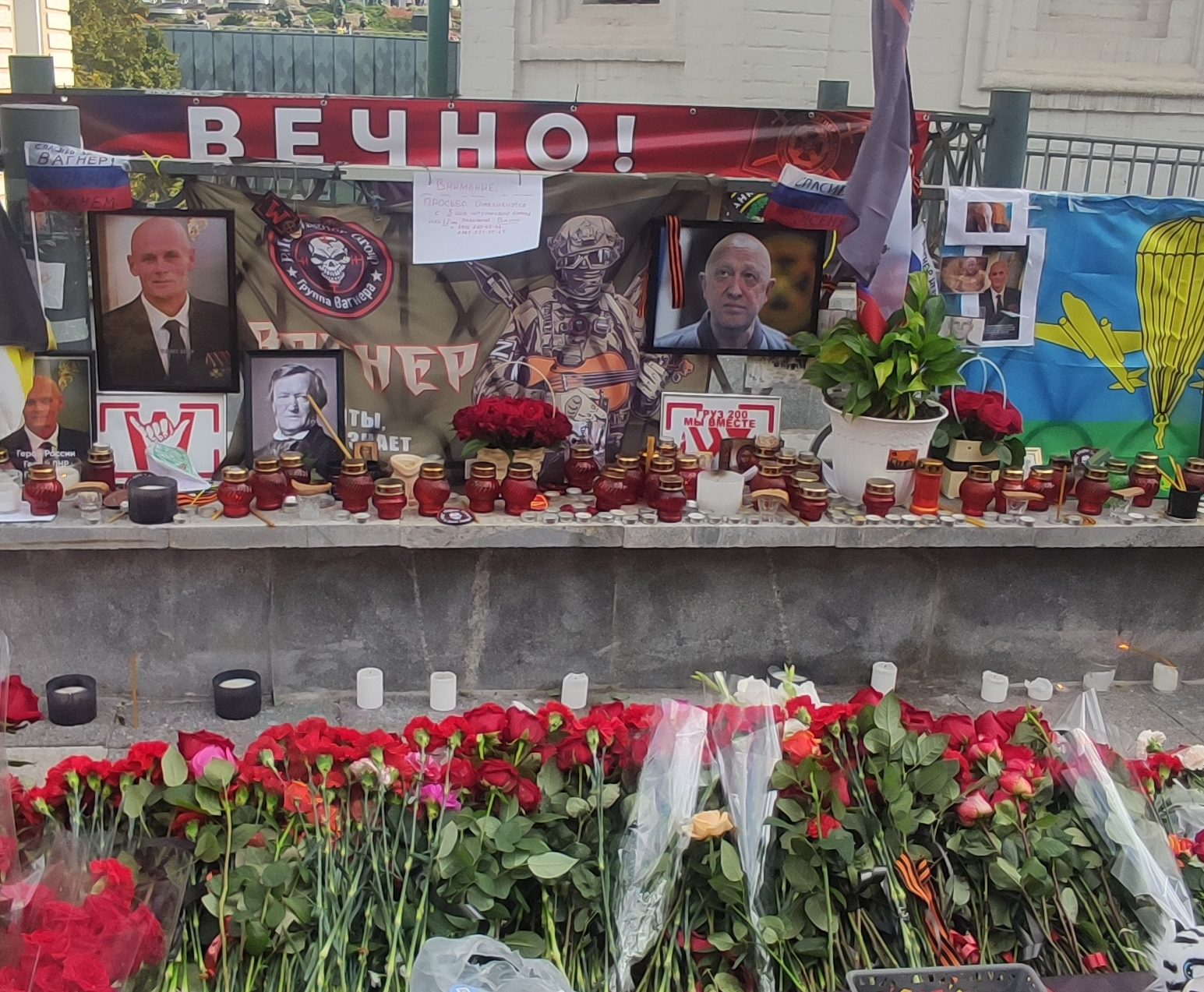
یادبود موقت یوگنی پریگوژین و دیمیتری اوتکین در مسکو پس از مرگ آنها در سانحه هوایی گروه واگنر در سال ۲۰۲۳

در پی شورش ناکام، پریگوژین حملات لفظی خود علیه مقامات را «به شدت کاهش داد». در ژوئیه ۲۰۲۳، ایگور گیرکین توسط مقامات روسی دستگیر و به «تحریک افراط‌گرایی» متهم شد و به دوره طولانی که او به دلیل سابقه و ارتباطات دولتی‌اش «غیرقابل مجازات» تلقی می‌شد، پایان داد. برخی از مفسران غربی این وقایع را به عنوان نشانه‌ای از روند بزرگ‌تری از سرکوب انتقادات راست افراطی تحلیل کردند.
در ۲۳ اوت ۲۰۲۳، دقیقاً دو ماه پس از شورش، پریگوژین به همراه نه نفر دیگر در سقوط یک جت تجاری در استان توِر، در شمال مسکو، کشته شد. وال استریت ژورنال به نقل از منابعی در دولت ایالات متحده اعلام کرد که این سقوط احتمالاً ناشی از بمب‌گذاری در هواپیما یا «نوع دیگری از خرابکاری» بوده است. سام رامانی، کارشناس روابط بین‌الملل، گفت که «در کوتاه‌مدت، [مرگ رهبری گروه واگنر] هرگونه ناآرامی ملی‌گرایان افراطی را سرکوب می‌کند»، اما پیش‌بینی کرد که اپوزیسیون ملی‌گرایان افراطی ممکن است در آینده، به‌ویژه در زمان انتخابات ریاست جمهوری ۲۰۲۴ روسیه، دوباره متحد شود.
در نوامبر ۲۰۲۳، ایگور گیرکین قصد خود را برای نامزدی در انتخابات ۲۰۲۴ اعلام کرد و انتخابات روسیه را «ساختگی» توصیف کرد که در آن «تنها برنده [اشاره به پوتین] از قبل مشخص است». در ۲۴ دسامبر ۲۰۲۳، صدها نفر در مسکو تظاهراتی برگزار کردند و در آن حمایت خود را از نامزدی گیرکین ابراز کردند.

گیرکین در سال ۲۰۲۴ به اتهام تحریک افراط‌گرایی در دادگاهی در مسکو حاضر شد. او در ۲۵ ژانویه به این اتهامات محکوم شد. طبق گزارش‌ها، هنگام قرائت حکم، گیرکین فریاد زده است: «من به میهن خدمت می‌کنم!». او به چهار سال حبس در یک زندان محکوم شد. وکیل گیرکین گفت که این حکم «یک عمل قضایی زشت» است و «فوراً» مورد تجدیدنظر قرار خواهد گرفت.
1. ↑  روسی: рассерженные патриоты، ت. «rasserzhennye patrioty»
2. ↑  روسی: Z-патриоты، ت. «Z-patrioty»